# 岐阜県道314号石徹白前谷線
岐阜県道314号石徹白前谷線（ぎふけんどう314ごう いとしろまえだにせん）とは、岐阜県郡上市内を通る一般県道である。

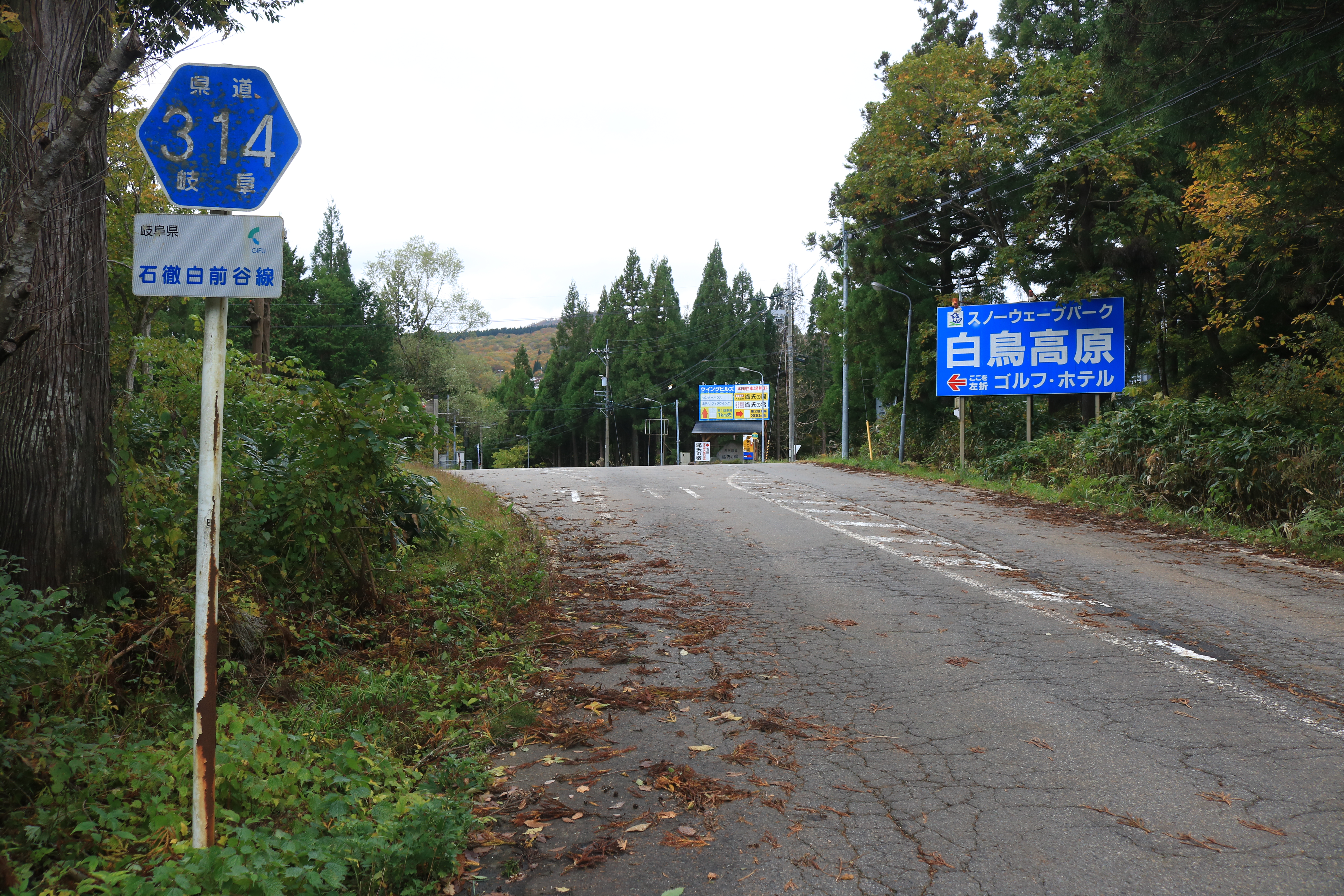
岐阜県道314号石徹白前谷線、郡上市白鳥町石徹白、桧峠付近

## 概要
郡上市白鳥町石徹白地区と白鳥町中心部とを結ぶ重要な交通路である。
岐阜県郡上市白鳥町石徹白の岐阜県道127号白山中居神社朝日線交点が起点。桧峠を越えて郡上市白鳥町前谷でかつての終点の旧国道156号に出る。ここで右折し、郡上市白鳥町歩岐島の国道156号交点が現在の終点。

### 路線データ
- 起点：岐阜県郡上市白鳥町石徹白（岐阜県道・福井県道127号白山中居神社朝日線交点）
- 終点：岐阜県郡上市白鳥町歩岐島（国道156号（国道158号重複）交点）

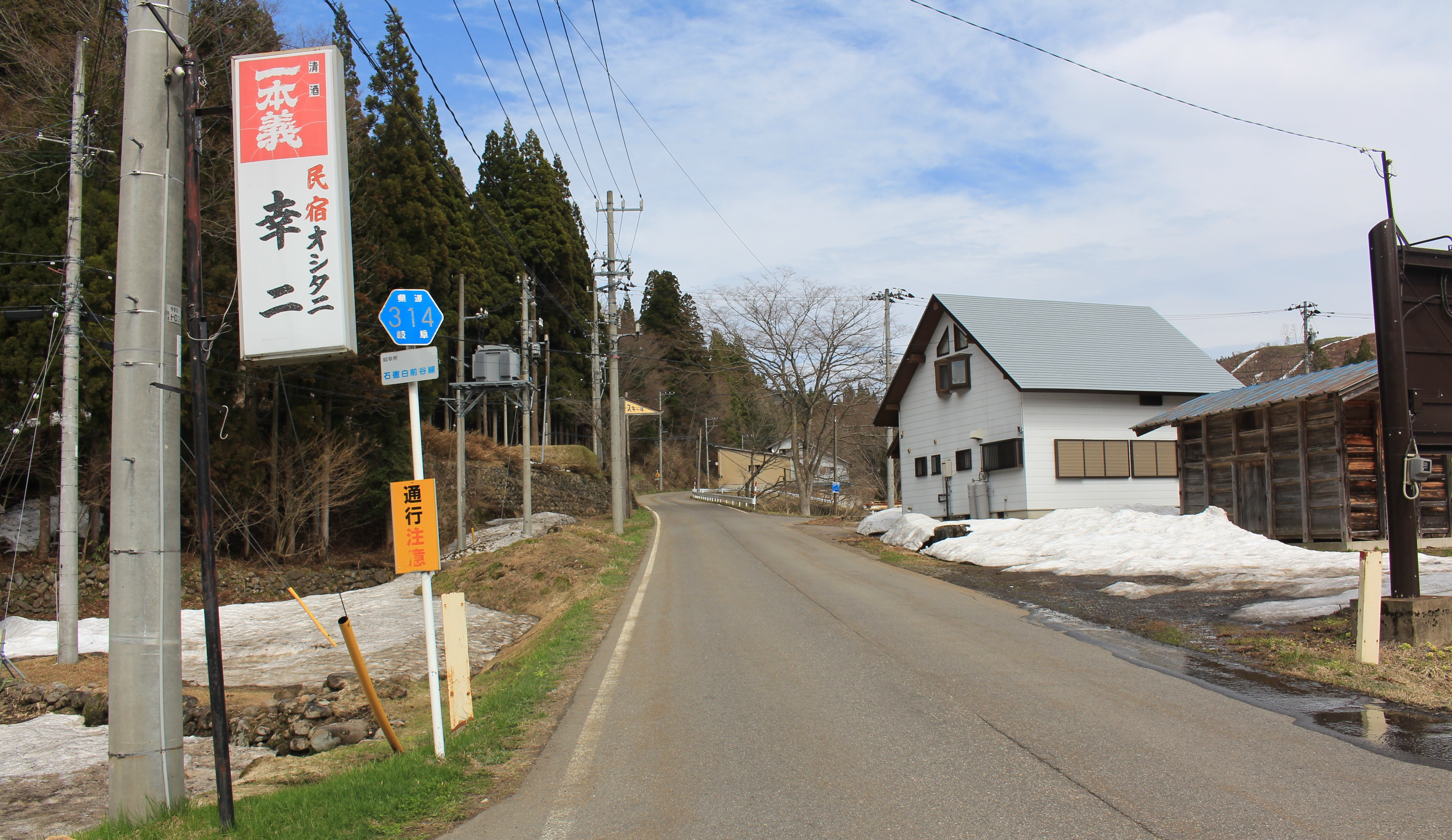
起点付近：郡上市白鳥町石徹白
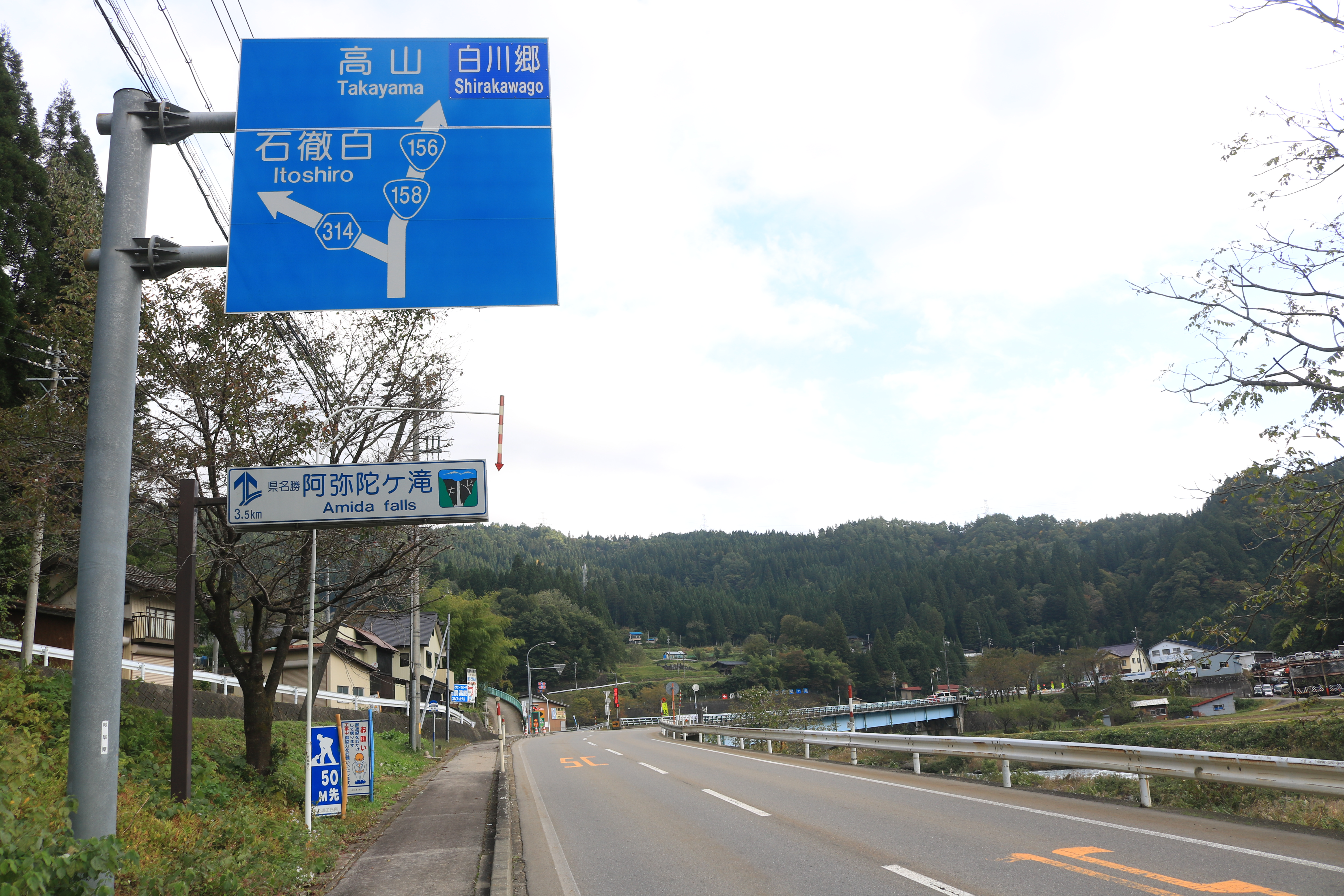
終点：岐阜県郡上市白鳥町歩岐島（国道156号（国道158号重複）交点）

## 地理

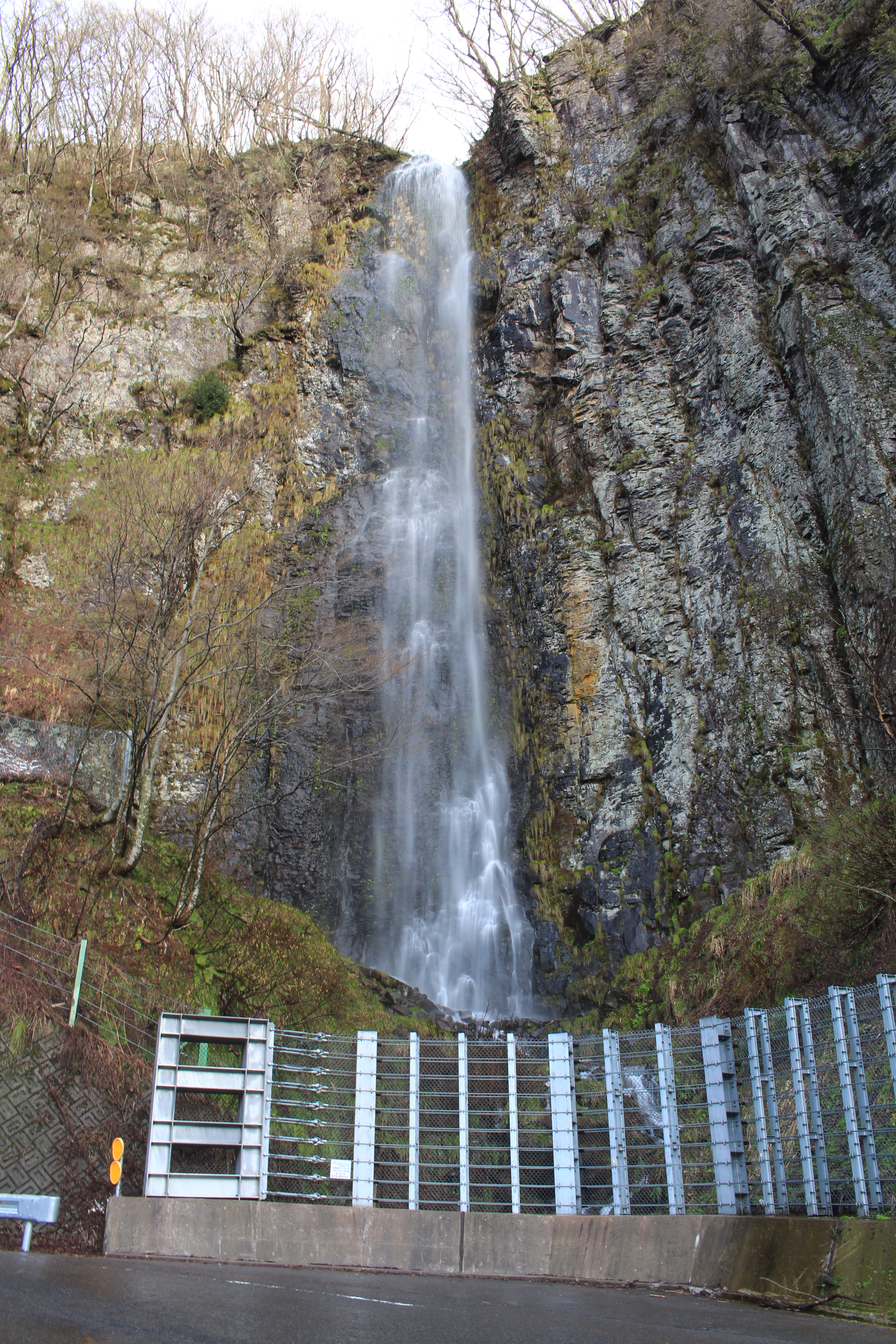
岐阜県道314号石徹白前谷線沿いにある霧ヶ滝、前谷川（長良川の支流）右岸支流

起点付近に石徹白川、終点付近に長良川が流れる。
郡上市白鳥町石徹白地区は1958年（昭和33年）まで福井県大野郡石徹白村の一部であったが、岐阜県郡上郡白鳥町に越県合併した。かつては桧峠が県境であった。

### 通過する自治体
- 岐阜県
  - 郡上市

### 主な接続道路
- 岐阜県道127号白山中居神社朝日線（郡上市白鳥町石徹白）
- 国道156号（国道158号重複：郡上市白鳥町歩岐島）

## 周辺

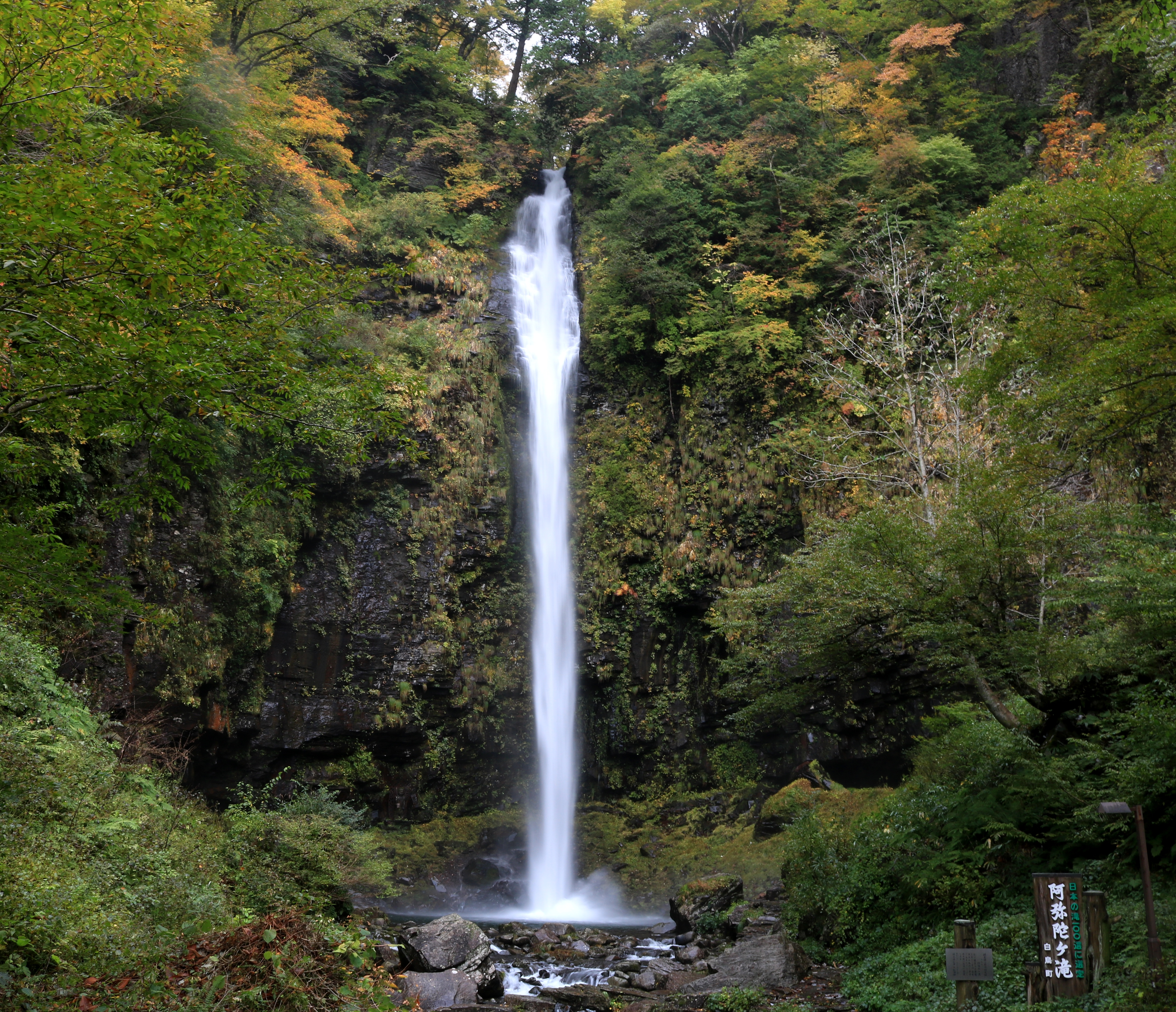
阿弥陀ヶ滝

- イトシロシャーロットタウンスキー場
- ウイングヒルズ白鳥リゾート
- 桧峠
- スノーウェーブパーク白鳥高原
- 霧ヶ滝

- 阿弥陀ヶ滝
- 北濃駅（長良川鉄道越美南線）